# دوي رعد النصر
دوي رعد النصر (بالروسية: Гром победы, раздавайся) هو نشيد وطني روسي غير رسمي، كتب كلماته الشاعر جافريلا ديرجافين في عام 1791 وكان ذلك خلال الحرب الروسية العثمانية (1787-1792) بعد انتصار قوات ألكسندر سوفوروف واستيلائها على حصن إسماعيل، أصبحت أغنية دوي رعد النصر شهيرة للغاية واعتبرت النشيد غير الرسمي للإمبراطورية الروسية، وقد وضع ألحان النشيد أوسيب كازلوفسكي. ورغم أنها أعجبت العامة وأعجبت المقربين من كاترين الثانية، إلا أنها لم تعتمد نشيدًا رسميًّا.